# Wereldkampioenschappen veldrijden 1992
De wereldkampioenschappen veldrijden 1992 werden gehouden op 1 en 2 februari 1992 in Leeds, Verenigd Koninkrijk.

## Uitslagen

### Mannen, elite
| Plaats | Renner             | Land                | Tijd    |
| ------ | ------------------ | ------------------- | ------- |
|        | Mike Kluge         | Duitsland           | 1:04.36 |
| Zilver | Karel Camrda       | Tsjecho-Slowakije   | + 0.18  |
| Brons  | Adrie van der Poel | Nederland           | + 0.53  |
| 4.     | Beat Wabel         | Zwitserland         | + 0.55  |
| 5.     | Radomír Šimůnek    | Tsjecho-Slowakije   | + 1.20  |
| 6.     | Beat Breu          | Zwitserland         | + 1.23  |
| 7.     | Karl Kälin         | Zwitserland         | + 1.32  |
| 8.     | Miloslav Kvasnička | Tsjecho-Slowakije   | + 1.33  |
| 9.     | David Baker        | Verenigd Koninkrijk | + 1.40  |
| 10.    | Danny De Bie       | België              | + 1.44  |

### Jongens, junioren
| Plaats | Renner           | Land                | Tijd   |
| ------ | ---------------- | ------------------- | ------ |
|        | Roger Hammond    | Verenigd Koninkrijk | 38.10  |
| Zilver | Vojtěch Bachleda | Tsjecho-Slowakije   | + 0.20 |
| Brons  | Jan Faltýnek     | Tsjecho-Slowakije   | + 0.49 |
| 4.     | Tomasz Bukowski  | Polen               | + 0.55 |
| 5.     | Malte Urban      | Duitsland           | + 1.00 |
| 6.     | Pascal Perrin    | Frankrijk           | + 1.10 |
| 7.     | Rolf Verhaegen   | België              | + 1.12 |
| 8.     | Markus Zberg     | Zwitserland         | + 1.22 |
| 9.     | Jérôme Delbove   | Frankrijk           | + 1.31 |
| 10.    | Martin Elsnic    | Tsjecho-Slowakije   | + 1.37 |

### Mannen, amateurs
| Plaats | Renner              | Land              | Tijd   |
| ------ | ------------------- | ----------------- | ------ |
|        | Daniele Pontoni     | Italië            | 50.56  |
| Zilver | Dieter Runkel       | Zwitserland       | + 0.46 |
| Brons  | Thomas Frischknecht | Zwitserland       | + 1.05 |
| 4.     | Emmanuel Magnien    | Frankrijk         | + 1.11 |
| 5.     | Andreas Hubmann     | Zwitserland       | + 1.13 |
| 6.     | Andreas Büsser      | Zwitserland       | + 1.38 |
| 7.     | Pavel Elsnic        | Tsjecho-Slowakije | z.t.   |
| 8.     | Ralf Berner         | Duitsland         | + 1.44 |
| 9.     | Jörg Arenz          | Duitsland         | + 2.00 |
| 10.    | Radovan Fořt        | Tsjecho-Slowakije | + 2.07 |

## Medaillespiegel
| Plaats | Land                | Goud | Zilver | Brons | Totaal |
| 1      | Duitsland           | 1    | 0      | 0     | 1      |
| 1      | Verenigd Koninkrijk | 1    | 0      | 0     | 1      |
| 1      | Italië              | 1    | 0      | 0     | 1      |
| 4      | Tsjecho-Slowakije   | 0    | 2      | 1     | 3      |
| 5      | Zwitserland         | 0    | 1      | 1     | 2      |
| 6      | Nederland           | 0    | 0      | 1     | 1      |
| Totaal | Totaal              | 3    | 3      | 3     | 9      |

1950 · 
1951 · 
1952 · 
1953 · 
1954 · 
1955 · 
1956 · 
1957 · 
1958 · 
1959 · 
1960 · 
1961 · 
1962 · 
1963 · 
1964 · 
1965 · 
1966 · 
1967 · 
1968 · 
1969 · 
1970 · 
1971 · 
1972 · 
1973 · 
1974 · 
1975 · 
1976 · 
1977 · 
1978 · 
1979 · 
1980 · 
1981 · 
1982 · 
1983 · 
1984 · 
1985 · 
1986 · 
1987 · 
1988 · 
1989 · 
1990 · 
1991 · 
1992 · 
1993 · 
1994 · 
1995 · 
1996 · 
1997 · 
1998 · 
1999 · 
2000 · 
2001 · 
2002 · 
2003 · 
2004 · 
2005 · 
2006 · 
2007 · 
2008 · 
2009 · 
2010 · 
2011 · 
2012 · 
2013 · 
2014 · 
2015 · 
2016 · 
2017 · 
2018 · 
2019 ·
2020 ·
2021 ·
2022 ·
2023 ·
2024 ·
2025

Categorieën

Mannen elite · 
vrouwen elite · 
mannen beloften · 
vrouwen beloften · 
jongens junioren · 
meisjes junioren · 
gemengde estafette

Voormalig:
mannen amateurs